# ディスクNG
『ディスクNG』（ディスクエヌジー）は、ナムコ（現・バンダイナムコエンターテインメント）から発売されたMSX2用ゲームソフト。

## 概要
- 1984年からMSX1用にROMカートリッジで発売・展開されたナムコットゲームセンターシリーズの10作品[注釈 1]に、オリジナルゲーム2作品を加えた計12作品を、6作品ずつ振り分けてフロッピーディスクに収録したナムコ初のオムニバスゲームソフトシリーズ。
- タイトルである『ディスクNG』は、「DISK VERSION NAMCOT GAME SERIES」（ディスク版・ナムコット・ゲーム集）の略[1]。
- メインタイトル画面では、ロゴの脇に「NAMCO COMMUNITY DISK MAGAZINE」の文字がサブタイトル風に添えられている。これはタイトルのパロディ元である同社の広報誌『NG』の表紙の表記「NAMCO COMMUNITY MAGAZINE」になぞらえたもの。
- タイトル画面およびゲームセレクト画面はMSX-MUSICに対応しており、各ゲームの使用楽曲がFM音源で演奏される。
- ゲーム本編は全てMSX1仕様であるが、ランチャー部分がMSX2仕様のため、MSX1では動作しない。

## 収録作品
ゲーム内容等に関してはそれぞれのリンク先を参照のこと。

### ディスクNG .1
1990年3月9日発売。
- ギャラガ
- キング&バルーン
- ボスコニアン
- ワープ&ワープ
- タンクバタリアン
- XVM - 『ゼビウス』もどき（XeVious Modoki）の縦スクロールシューティングゲーム[3]。

### ディスクNG .2
1990年4月27日発売。
- ギャラクシアン
- ディグダグ
- パックマン
- マッピー
- ラリーX
- SHM - 『スペースハリアー』を意識して製作された（Space Harrier Modoki）3Dシューティングゲーム[5]。